# 勝って泣こうゼッ!/バモ!ニッポン
「勝って泣こうゼッ!/バモ!ニッポン」（かってなこうゼッ/バモ ニッポン）は、2010年5月26日に発売されたT-Pistonz+KMC×ULTRAS名義の1枚目のシングル（T-Pistonz+KMCとしては4枚目）。

## 収録曲
前作「勝って泣こうゼッ!」とサッカー日本代表応援ソング「バモ!ニッポン」 (VAMOS! NIPPON) のリミックスバージョンが収録される。
1. ウルトラ 勝って泣こうゼッ!
2. バモ!ニッポン -INAZUMA MIX-
3. 勝って泣こうゼッ! -KICKOFF MIX-
4. 勝って泣こうゼッ! -OFFSIDE KMC MIX-